# Андижанська ГЕС
Андижанська ГЕС — гідроелектростанція в Узбекистані. Використовує ресурс із Карадар'ї, лівої твірної Сирдар'ї (басейн Аральського моря).
У межах проєкту річку на виході з гір у Ферганську долину перекрили бетонною контрфорсною греблею висотою 121 метр, довжиною 850 метрів та товщиною від 15 (по гребеню) до 120 (по основі) метрів. Вона утворила витягнуте на 20 км водосховище з площею поверхні 56 км2 та об'ємом 1,9 млрд м3 (корисний об'єм 1,5 млрд м3).
У 1983 році станцію ввели в експлуатацію з чотирма турбінами типу Деріяз потужністю по 35 МВт, які використовують напір у 83 метри. У 2010-му запустили другий машинний зал з двома турбінами типу Френсіс потужністю по 25 МВт, котрі повинні зменшити холості скиди води та забезпечити додаткове виробництво 171 млн кВт·год електроенергії на рік. Крім того, на другу половину 2010-х запланована модернізація першої черги, котра має довести її продуктивність до 500 млн кВт·год електроенергії на рік.
Окрім виробництва електроенергії гідрокомплекс дозволив організувати зрошення 44 тисяч гектарів земель.